# Brachyopa zhelochovtsevi
Brachyopa zhelochovtsevi är en tvåvingeart som beskrevs av Mutin 1998. Brachyopa zhelochovtsevi ingår i släktet savblomflugor, och familjen blomflugor. Inga underarter finns listade i Catalogue of Life.